# The President Vanishes
The President Vanishes is een Amerikaanse dramafilm uit 1934 onder regie van William A. Wellman.

## Verhaal
De Amerikaanse president Craig ensceneert zijn eigen ontvoering om de publieke belangstelling af te leiden van een op handen zijnde buitenlandse oorlog. Het Amerikaanse Congres en een kliek van vooraanstaande zakenlieden creëren de steun voor de oorlog. De geheime dienst van het Witte Huis brengt de samenzwering aan het licht. 

## Rolverdeling
| Acteur           | Personage              |
| ---------------- | ---------------------- |
| Edward Arnold    | Minister Wardell       |
| Arthur Byron     | President Craig        |
| Paul Kelly       | Chick Moffat           |
| Peggy Conklin    | Alma Cronin            |
| Andy Devine      | Val Orcott             |
| Janet Beecher    | Mevrouw Craig          |
| Osgood Perkins   | Harris Brownell        |
| Sidney Blackmer  | D.L. Voorman           |
| Edward Ellis     | Lincoln Lee            |
| Irene Franklin   | Mevrouw Orcott         |
| Charley Grapewin | Richard Norton         |
| Rosalind Russell | Sally Voorman          |
| Robert McWade    | Vicepresident Molleson |
| DeWitt Jennings  | Cullen                 |
| Walter Kingsford | Drew                   |